# Бруно Травен
Бруно Травен (нем. В. Traven; 3 мая 1890 (?), Чикаго (?) — 26 марта 1969, Мехико) — псевдоним немецкого писателя, предполагаемое имя которого Травен Торсван Кровс (Traven Torsvan Croves).

## Биография
По наиболее вероятной версии, будущий писатель родился в Чикаго в семье эмигрантов из Скандинавии, его настоящее имя — Травен Торсван Кровс.
В юности служил на торговом флоте, был юнгой и стюардом на судне, курсирующем вдоль тихоокеанского побережья Северной и Южной Америки, затем плавал в качестве палубного матроса, угольщика и кочегара. Доставлял груз хлопка из Нового Орлеана в Антверпен, ходил на каботажных судах вдоль побережья Европы и пр.
Во время Первой мировой войны приехал в Германию, где стал известен как публицист под именем Рет Мерут (Ret Marut), также использовал и другие псевдонимы: Рихард Маурхут, Хьотамаре фон Кирена, Артур Терлен, И. Мермет. В 1917—1921 годах он издавал антимилитаристский журнал «Цигельбреннер», поддерживал Баварскую Советскую республику, после разгрома которой бежал из Германии.
В 1920-х годах он приехал в Мексику, где жил под именем Торсван, работал сборщиком хлопка, золотоискателем, погонщиком скота. Впервые псевдоним Б. Травен появился в 1925 году, когда в берлинской газете «Форвертс», официальном органе Социал-демократической партией Германии, начал публиковаться роман о мексиканских крестьянах «Сборщики хлопка». Позже появились романы о моряках «Корабль мертвых» (1926) и о золотоискателях «Сокровища Сьерра-Мадре» (1927). Рукописи всегда отправлялись по почте, и сотрудники издательств никогда не встречались с Б. Травеном и не знали его настоящего имени. Однако в 1926 году немецкий поэт Эрих Мюзам предположил, что за этим псевдонимом скрывается Рет Мерут. Книги Травена быстро стали популярны, и в 1934 году статья о писателе появилась в энциклопедии «Брокгауз». В 1933 году Б. Травен послал английские рукописи ранее опубликованных романов в американское издательство Альфреда А. Кнопфа, утверждая, что он американец, а его романы были написаны на английском и только потом переводились на немецкий. Английские и немецкие варианты имеют существенные различия в объёме и в сюжете.
Писатель тщательно скрывал подробности своей биографии, поэтому появлялось множество слухов и легенд, например, авторство романов приписывали Джеку Лондону, который якобы инсценировал самоубийство, или Амброзу Бирсу, пропавшему в Мексике. Когда Джон Хьюстон снимал фильм «Сокровища Сьерра-Мадре», Б. Травен посетил съёмки как Хол Кровс (Hal Croves), переводчик и представитель Травена. После успеха фильма журналисты пытались связаться с Кровсом, чтобы выяснить тайну писателя. Кровс жил в Мексике, в 1957 году женился на Росе Элене Лухан. Последний роман под именем Б. Травен был опубликован в 1960 году. В 1966 году Кровс дал первое и последнее интервью, в котором отрицал, что является Травеном. В том же году вышла первая биография писателя. Её автором был литературовед из ГДР Рольф Рекнагель, который доказал, что Травен и Рет Мерут — это одно лицо.
После смерти Кровса в 1969 году вдова сделала заявление для прессы о тождестве Рета Мерута, Б. Травена, Торсвана, Хола Кровса и сообщила некоторые подробности о жизни писателя, в том числе дату рождения и настоящее имя.
Прах писателя после кремации был развеян с самолёта над тропическим лесом в мексиканском штате Чьяпас.

## Экранизации
- 1948 — Сокровища Сьерра-Мадре / The Treasure of the Sierra Madre
- 1954 — La Rebelión de los colgados
- 1956 — Canasta de cuentos mexicanos
- 1959 — Das Totenschiff
- 1960 — Macario
- 1961 — Rosa blanca
- 1963 — Días de otoño
- 1967 — Mandjes uit Mexico
- 1970 — Au verre de l’amitié
- 1971 — The Bridge in the Jungle
- 1983 — Kuolemanlaiva
- 1986 — La Rebelión de los colgados